# Shin Megami Tensei: Persona 4
Shin Megami Tensei: Persona 4 (japanska: ペルソナ4?, Perusona Fō) är ett datorrollspel som har utvecklats av Atlus-studion P Studio och släppts till Playstation 2 2008 i Japan och USA och 2009 i Europa, och återutgavs senare till Playstation Network i april 2014. Det är den femte kronologiska delen i Persona-serien, som i sig är en del av den större Megami Tensei-serien. En remake av spelet släpptes till Playstation Vita 2012 i Japan och USA och 2013 i Europa under namnet Persona 4: Golden (japanska: ペルソナ4 ザ・ゴールデン?, Perusona Fō Za Gōruden).
Istället för stadsområdena i seriens tidigare spel, utspelar sig Persona 4 i en fiktiv japansk landsbygd och är indirekt relaterat till Persona 3 vad gäller spelupplägg, handling och produktion, och Persona 2-duologin vad gäller att konfrontera sin "skugga" för uppvaknandet av sin Persona. Den av spelaren namngivna protagonisten är en gymnasieelev som för ett år har flyttat ut på landsbygden ifrån en stad. Under hans årslånga vistelse blir han inblandad i att utreda mystiska mord, samtidigt som han utnyttjar kraften av att tillkalla Personas.
Under spelets släpp i Japan såldes även kringprodukter kretsande runt spelets handling, såsom figurkläder och tillbehör. Spelets Nordamerikanska förpackning släpptes med en cd-skiva innehållande utvalda låtar från spelets ljudspår, och, till skillnad från Persona 3, innehöll även den europeiska förpackningen en sådan cd-skiva. Musiken komponerades av Shōji Meguro och bland annat spelets signaturlåt Pursuing my true self sjungs av Shihoko Hirata. Spelet mottogs positivt av recensenter och utvecklades till en fullständig franchise. Flera manga- och lättromanadapteringar och spinoffer har producerats. En animeadaptering av AIC ASTA, med titeln Persona 4: The Animation, sändes i Japan mellan oktober 2011 och mars 2012, ihop med en animeadaptering av Persona 4 Golden, som producerades av A-1 Pictures och sändes i juli 2014. Spelet har också gett upphov till två fightingspel, vid namn Persona 4 Arena och Persona 4 Arena Ultimax, samt ett rytmspel vid namn Persona 4: Dancing All Night.

## Spelupplägg
Liksom sin föregångare Persona 3 blandar Persona 4:s spelupplägg traditionellt datorrollspel med simulationsspel. Persona 4:s protagonist är en tonårskille som namnges och kontrolleras av spelaren. Spelet äger rum under loppet av ett traditionellt japanskt skolår i staden Inaba. Utanför viktiga händelser går protagonisten i skola och kan umgås med andra studenter och figurer, jobbar med deltidsarbeten för att tjäna pengar, eller sysselsätter sig med andra aktiviteter, såsom fritidsklubbar och lagsporter. Spelaren kan också gå in i "tv-världen", en alternativ verklighet där spelets dungeon-crawling sker. Varje dag är uppdelad i olika tidsperioder; de flesta sker "efter skolan/dagtid" och "kväll" där de flesta aktiviteterna får tiden att gå vidare. Vissa aktiviteter är begränsade till vissa händelser, väder, veckor eller tider på dygnet.
Genom att tillbringa tid med personer formar protagonisten Social links ("sociala länkar") – vänskapsband gjorda med andra figurer under spelets gång – som var och en representeras med ett kort från Stora arkanans  tarotkortlek. Social links börjar på rang ett, och ökar allt eftersom protagonisten tillbringar tid med personen, tills den når rang 10. Social links ger spelaren bonusar när nya Personas skapas i Velvet room ("sammetsrummet"). Social links påverkas också av protagonistens fem egenskaper: Understanding ("Förståelse"), Diligence ("Flit"), Courage ("Mod"), Knowledge ("Kunskap")´och Expression ("Uttryck"), som alla kan förbättras genom att utföra vissa aktiviteter som bygger runt dem. Egenskaperna kan i sin tur också påverka protagonistens interaktion i vardagliga händelser utanför Social links. Dessutom kan Social Links ge ytterligare förmågor till gruppmedlemmarna, såsom möjligheten att utföra en uppföljningsattack eller en ytterligare förmåga till deras Persona.
Persona 4:s tidslinje drivs av handlingen – protagonisten och hans vänner måste rädda personer som försvinner från den riktiga världen till tv-världen, som anges via Midnight channel ("midnattskanalen"). Den veckovisa väderprognosen anger hur lång tid spelaren har på sig att rädda personerna som har försvunnit, där veckans sista dimmiga dag markerar uppdragets tidsfrist. Spelet slutar när spelaren misslyckas med att hämta tillbaka en försvunnen person, och ges då möjligheten att gå tillbaka en vecka innan dimman svepte in.

### Personas

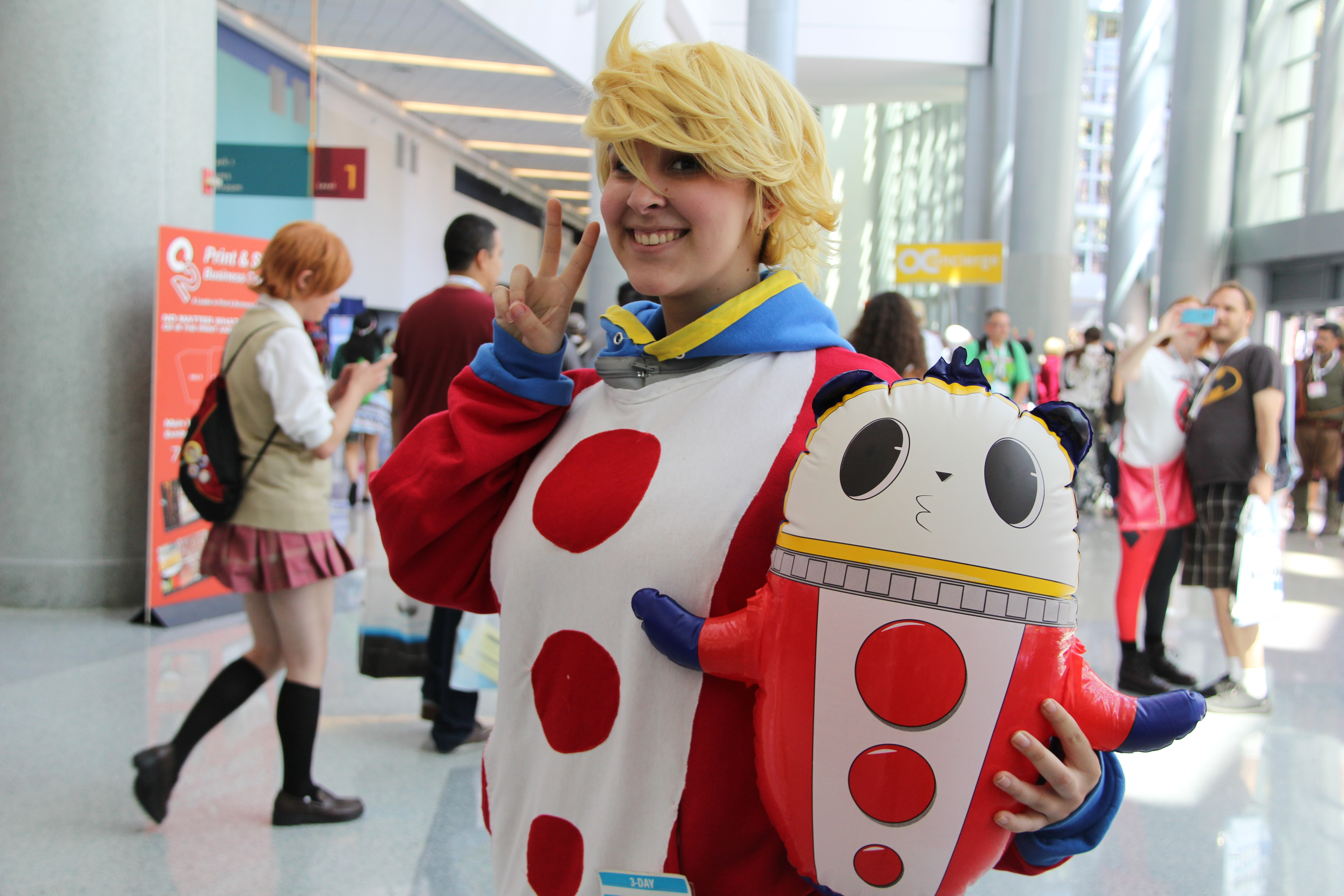
Cosplay av Teddie, en av spelets figurer.

Tyngdpunkten i spelet kretsar kring Personas, avatarer som projiceras från ens inre själv som liknar mytologiska figurer och representerar fasader som bärs av individer för att möta livets svårigheter. Varje Persona besitter sina egna färdigheter, samt styrkor och svagheter för vissa egenskaper. När Personas får erfarenhet från strider och levlas upp kan dessa lära sig nya färdigheter, såsom offensiva eller understödjande förmågor som används i strid, eller passiva färdigheter som ger förmåner till en figur. Varje Persona kan bära upp till åtta färdigheter samtidigt, och äldre färdigheter måste glömmas bort för att kunna lära sig nya. Medan var och en av gruppmedlemmarna har sin egen unika Persona, som förvandlas till en starkare form efter att spelaren fulländar deras "Social Links", innehar protagonisten "Wild Card"-förmågan. Med den kan spelaren använda flera Personas, som kan växlas mellan under strider för att få tillgång till olika färdigheter. Spelaren kan skaffa nya Personas från "Shuffle Time", och protagonisten kan bära fler Personas när han levlas upp. Utanför dungeons kan spelaren besöka Velvet Room, där spelaren kan skapa nya Personas, eller mot en avgift tillkalla tidigare förvärvade Personas. Nya Personas skapas genom att smälta samman två eller flera monster för att skapa en ny, som tar emot en del av de färdigheter som förts vidare från dess materiella monster. Personas nivå som kan skapas begränsas av protagonistens nuvarande nivå. Om spelaren har byggt upp en Social Link som berör en viss arkana, då kommer en Persona som är relaterad till den arkanan att få en bonus när den skapas.

### Stridsmekanik
Inne i tv-världen sätter spelaren upp en grupp, som består av protagonisten och upp till tre andra figurer, för att utforska slumpmässigt genererade dungeons, som alla är skräddarsydda runt ett kidnappat offer. På varje våning av en dungeon kan spelaren hitta vandrande "Shadows", liksom skattkistor som innehåller föremål och utrustningar. Spelaren tar sig förbi dungeons genom att hitta ett trapphus någonstans på varje våning för att gå vidare till nästa, och når så småningom den sista våningen där en bossfiende väntar. Spelaren går in i striden genom att komma i kontakt med en Shadow. Spelaren kan få en fördel i en strid genom att angripa en Shadow bakifrån, men ifall spelaren attackeras bakifrån kommer fördelen ges till fienden. I likhet med Press Turn-systemet som används i övriga Shin Megami Tensei-spel är striderna turbaserade med figurer som slåss mot fiender med sina utrustade vapen, objekt eller med deras Personas specialkunskaper. Bortsett från protagonisten, som kontrolleras direkt, kan de andra figurerna antingen ges direkta kommandon eller tilldelas "Taktiker" som förändrar deras AI. Om protagonisten förlorar alla sina skadepoäng kommer spelet att slutas och återvända spelaren till titelskärmen.
Offensiva förmågor bär flera attribut, såsom Physical, Fire, Ice, Wind, Electricity, Light, Dark och Almighty. Precis som olika fiender bär olika attribut kan spelaren också ha styrkor och svagheter mot vissa attacker, beroende på deras Persona eller utrustning. Genom att utnyttja en fiendes svaghet eller utföra en kritisk attack kan spelaren slå ner dem, som ger den anfallande figuren ytterligare ett drag, medan fienden också kan beviljas ett extra drag om de riktar mot en spelarfigurs svaghet. Om spelaren slår ner alla fiender ges möjligheten att utföra en "all-out attack", i vilken alla spelarfigurer rusar mot de nedslagna fienderna för att åsamka stora skador. Efter en strid får spelaren erfarenhetspoäng, pengar och objekt. Ibland efter en strid kan spelaren delta i ett minispel vid namn "Shuffle Time", som kan ge spelaren olika bonusar eller nya Personas.

## Handling

### Bakgrund
! Roll ! Japansk röst ! Engelsk röst ! Källa
|-
| Protagonisten| Daisuke Namikawa| Johnny Yong Bosch| 
|-
| Yosuke Hanamura| Showtaro Morikubo| Yuri Lowenthal| 
|-
| Chie Satonaka| Yui Horie| Tracey Rooney
Erin Fitzgerald| 
|-
| Yukiko Amagi| Ami Koshimizu| Amanda Winn-Lee| 
|-
| Kanji Tatsumi| Tomokazu Seki| Troy Baker| 
|-
| Teddie| Kappei Yamaguchi| Dave Wittenberg
Sam Riegel| 
|-
| Rise Kujikawa| Rie Kugimiya| Laura Bailey| 
|-
| Naoto Shirogane| Romi Park| (okänt)| 
|-
| Mitsuo Kubo| Tsuyoshi Takahashi| Kyle Hebert| 
|-
| Taro Namatame| Kōji Haramaki| J.B. Blanc| 
|-
| Tohru Adachi| Mitsuaki Madono| Johnny Yong Bosch| 
|-
| Izanami| Daisuke Namikawa| Karen Strassman| 
|-
| Ryotaro Dojima| Unshō Ishizuka| J. B. Blanc| 
|-
| Nanako Dojima| Akemi Kanda| Karen Strassman| 
|-
| Igor| Isamu Tanonaka| Dan Woren| 
|-
| Margaret| Sayaka Ohara| Michelle Ann Dunphy| 
|-
| Marie| Kana Hanazawa| Eden Riegel| 
Persona 4 utspelar sig i den fiktiva lantliga orten Inaba, som ligger bland flodslätter och har ett eget gymnasium och egna shoppingdistrikt. Oförklarade mord har ägt rum i den lilla orten, där lik med okänd dödsorsak har hittats hängande från tv-antenner. Samtidigt har rykten spridits om Midnight channel – att titta på en avstängd tv under en regnig midnatt uppenbarar en persons själsfrände. Spelet följer också huvudfigurerna in i tv-världen, en dimhöljd värld fylld med monster, så kallade Shadows ("skuggor"), som bara kan nås genom tv-apparater.
Protagonisten är en gymnasieelev som nyligen har flyttat från en storstad till Inaba, där han ska bo och gå i skolan under ett år. I skolan blir han snabbt vän med Yosuke Hanamura, den något klumpige sonen till det lokala Junes-varuhusets chef, Chie Satonaka, en energisk tjej med stort intresse för kampsporter och Yukiko Amagi, en elegant och lugn tjej som hjälper till i sin familjs värdshus. Några dagar in i spelet följer protagonisten, Yosuke och Chie Midnight channel-ryktet, vilket gör att de upptäcker tv-världen och träffar Teddie, en vänlig varelse som visas som en ihålig björndräkt. Genom att använda Personas bildar huvudfigurerna en utredningsgrupp (vid namn Investigation Team) för att utreda kopplingen mellan tv-världen och morden, och kanske lyckas fånga boven i dramat. Under spelets gång ansluter sig fler till gruppen, bland andra: Kanji Tatsumi, en manlig brottsling som även tillbringar sin framtid med feminina hobbyer, Rise Kujikawa, en före detta tonårsidol som har flyttat till Inaba som en till ny utbytesstudent och Naoto Shirogane, en ung kvinnlig detektiv som utreder fallet med den lokala polisen, men som är tvungen att ta an en manlig identitet för att associera sig med dem.

### Intrig

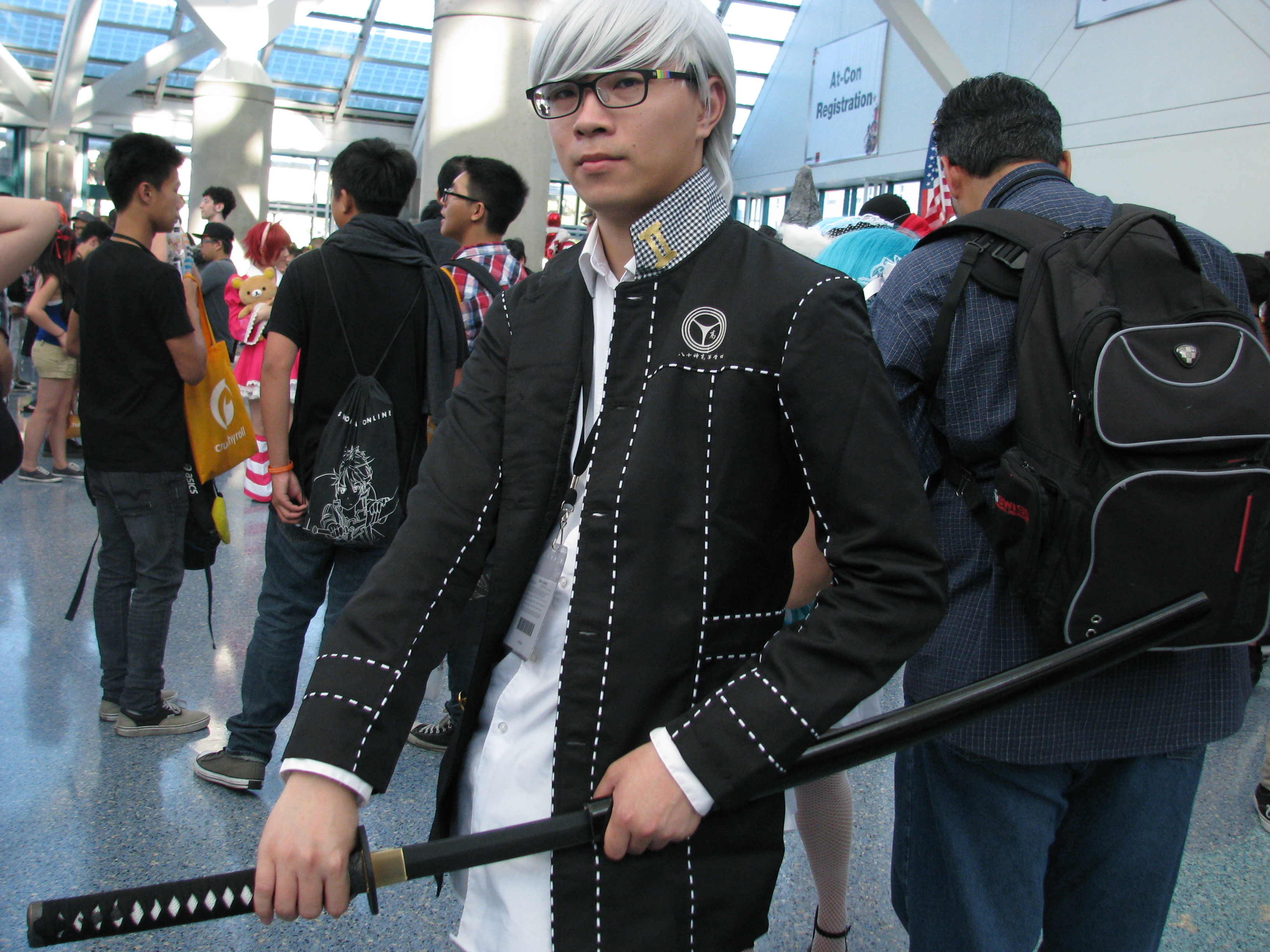
Cosplay av spelets protagonist.

Den 11 april 2011 anländer protagonisten till Inaba för att under ett år bo med familjen Dojima – som består av hans farbror och kusin, Ryotaro respektive Nanako – eftersom hans föräldrar jobbar utomlands. Strax efter hans ankomst hittas en tv-uppläsare död med kroppen hängande från en tv-antenn. Saki Konishi, gymnasiestudenten som upptäckte kroppen, upptäcks senare själv död, med kroppen hängande från en telefonstolpe. Efter att protagonisten och hans vänner av misstag går in i tv-världen, möter de Teddie som hjälper dem att fritt färdas tv-världen och den riktiga världen. De uppväcker sina Persona-förmågor och, genom att förstå att morden härrör sig från attacker av Shadows i tv-världen, kan de rädda flera blivande offer. Yosuke, Chie, Yukiko, Kanji, Rise och Teddie accepterar sina andra jag, som blir gigantiska Shadows i tv-världen, och ansluter sig till gruppen som Persona-användare. Mitsuo Kubo – en elev från ett annat gymnasium och som försvinner efter Kinshiro Morookas död, protagonistens strikta klasslärare – tar på sig skulden, men så småningom visar det sig att Mitsuo bara mördade Kinshiro och spelade ingen roll i de övriga morden. Naoto Shirogane, en nationellt känd "detektivprins" som utreder fallet, räddas också och ansluter sig till gruppen som lär sig att "han" egentligen är en tjej som antagit en manlig identitet för att undvika polisens sexism.
Händelser ställs på sin spets när Ryotaro av misstag anklagar protagonisten för att vara inblandad i morden. Nanako kidnappas under protagonistens förhör, vilket leder till att Ryotaro börjar en biljakt efter gärningsmannen. Jakten slutar när de båda kraschar. Kidnapparen flyr med Nanako genom en tv i hans lastbil, och den allvarligt skadade Ryotaro överlåter hennes räddning till gruppen. Gruppen spårar dem i tv-världen. Gärningsmannen, Taro Namatame, attackerar dem liknande ett gudalikt monster – Kunino-sagiri – men besegras, och både han och Nanako förs till Inabas sjukhus. Gruppen konfronterar ilsket Taro när Nanako verkar dö. Som protagonist måste spelaren hjälpa de andra att inse att Taro inte är mördaren genom att påpeka att det saknas ett riktigt motiv, och därefter arbeta för att kunna avgöra att Ryotaros assistent, Tohru Adachi, är den riktiga mördaren. Misslyckande med att göra det avslutar spelet med att gruuppen inte kan lösa fallet – Nanakos död blir permanent – och att den återkommande dimman permanent sveper in, det senare kommer så småningom att leda till mänsklighetens undergång.
Efter att ha identifierat Tohru som gärningsmannen jagar gruppen honom och hittar honom i tv-världen. Tohru förklarar att hans handlingar berodde på både uttråkning och på tron att mänskligheten kommer att må bättre av att existera som Shadows, men hans påståenden avfärdas av gruppen. Efter att ha stridits mot Tohru blir han besatt av Ameno-sagiri, den japanska dimguden, som avslöjar att dimman är livsfarlig för människor och kommer så småningom att utplåna hela mänskligheten. När han besegras lovar han att lyfta dimman, och gratulerar gruppen över deras beslutsamhet. Den skadade och besegrade Tohru går med på att ta ansvar för sina handlingar och anmäler sig själv till polisen. Spelet hoppar fram till dagen innan protagonisten ska återvända hem. Om spelaren går tillbaka till familjen Dojimas hus, så slutar spelet med att gruppen tar farväl av protagonisten när han avgår från Inaba. Alternativt kan spelaren identifiera den oförklarade orsaken till Midnight channel och försöka lösa denna handlingsfaktor. Protagonisten samlas med gruppen och tillsammans bestämmer de sig för att sätta fallet till ett permanent slut.
Protagonisten konfronterar bensinmacksskötaren som möttes i början av spelet, som avslöjar sig själv vara den japanska gudinnan Izanami, "dirigenten" bakom spelets händelser. Skälet till den återkommande dimman är fastställt som ett försök att eliminera människan genom att slå ihop tv-världen med den riktiga världen – allt för mänsklighetens skull. Gruppen spårar Izanami i tv-världen och strider mot henne, men kan till en början inte segra. Den besegrade protagonisten ges styrka genom banden han har skapat med de runt om honom, och med den kraften väcks en ny Persona, Izanagi-no-Okami, som han använder för att besegra Izanami. Därmed lyfts dimman i båda världarna och tv-världen återställs till sin ursprungliga form. Spelet slutar med att gruppen tar farväl av protagonisten när han avgår nästa dag, och en scen efter eftertexterna skildrar gruppen som beslutar sig att förbli vänner för alltid när protagonisten undersöker ett foto av gruppen.

## Utveckling
Enligt spelets regissör Katsura Hashino började inte utvecklingen av Persona 4 i Japan förrän efter utgivningen av Persona 3, trots att "idéer kastades runt sedan tidigare". Utvecklingslaget bestod av arbetslaget från Persona 3 och nyanställda, där flera var fans av Persona 3. Atlus syftade till att förbättra både spelupplägget och berättelseelementen från Persona 3 till det nya spelet, för att säkerställa att det inte skulle ses som en "tillbakagång" av sin föregångare. Hashino sade att "för att åstadkomma detta försökte vi ge spelarna i Persona 4 ett bestämt mål och ett syfte som skulle motivera dem när de spelade igenom spelet. Mordgåteberättelsen var vårt sätt att utföra det." Handlingen i Persona 4 var enligt Hashino "kraftigt inspirerat" av deckarförfattare som Sir Arthur Conan Doyle, Agatha Christie och Seishi Yokomizo. Persona 4 tillkännagavs officiellt i den japanska speltidningen Famitsu i mars 2008. En utförlig artikel i numret berättade om spelets premiss, lantliga miljö och det nya väderprognossystemet. Spelets nordamerikanska utgivningsdatum tillkännagavs på Anime Expo 2008 i Los Angeles, Kalifornien. Atlus skulle inte göra en uppdaterad version eller epilog till Persona 4, som de hade gjort med Persona 3 FES. Persona 4 gav spelarna full kontroll över figurerna i strid. Detta berodde på negativa kommentarer från spelarna angående Persona 3, då de flesta av spelarens lag i spelet styrs av dess AI. Spelets datamängd införlivade ett skolliv, figurrelationer och talade figurdialoger, och den var så pass stor att arbetslaget hade farhågor att det inte skulle passa på en enda skiva. Spelets animerade filmsekvenser producerades av Studio Hibari.
Utformningen av Inaba är baserad på en stad nära Fuji. Dess lantliga design var en källa till konflikt mellan Persona 4:s utvecklare, då "varje anställd hade sin egen bild av en stad på landsbygden", enligt regissören Katsura Hashino. Hela personalen gick ut på en "platsjakt" för att fastställa Inabas design. Inaba representerar inte "en landsortsstad som har turistattraktioner", utan snarare en icke-anmärkningsvärd "plats mitt ute i ingenstans". Hashino beskrev staden som "på gott och ont... en medelmåttig stad". Till skillnad från andra datorrollspel, som kan innehålla stora världar för spelaren att utforska, äger Persona 4 mestadels rum i Inaba. Detta minskade utvecklingskostnaderna, och gjorde det möjligt för Atlus att i gengäld "utöka andra delar av spelet". En central miljö tillät också spelare att "sympatisera med det dagliga livet som passerar i spelet".  För att förhindra miljön från att bli stel etablerade utvecklingslaget ett visst antal händelser i spelet som skulle skapas för att "behålla spelet spännande". Valet av japanska mytiska figurer för spelfigurernas Personas i motsats till de grekisk-romerska gudarna som användes i tidigare spelen inspirerades direkt av den nya miljön. Personas utseenden baserades på figurernas personligheter. Designlaget hade en stor skapandefrihet, då de japanska gudarna har väldefinierade karaktärsdrag, men att deras utseenden var mestadels föga kända. Shadows skapades av Hashino med ytterst lite rådfrågning från övriga anställda, dock fick han hjälp av kvinnlig personal för de kvinnliga skuggvarelserna.
Trots att figurerna i Persona 4 bor på landsbygden var de utformade för att se ut och låta "normala" och som "moderna gymnasieelever", enligt redigeraren Nich Maragos. Tidigare skrev han spelets figurer som "mer lantliga än vad som verkligen krävdes. Figurerna är inga riktiga bondlurkar... De råkar bara bo på en plats som inte är ett storstadsområde." 1UP.coms redaktör Andrew Fitch intervjuade medlemmar av Persona 4:s utvecklingslag och noterade att figurerna från staden - Yosuke och protagonisten - har "mer eleganta" frisyrer än andra figurer. Art director Shigenori Soejima använde frisyrer för att skilja mellan figurerna från staden mot landsbygden. "Speciellt till Yosuke gav jag honom tillbehör såsom hörlurar och en cykel, för att göra det mer uppenbart att han kom från staden."

### Lokalisering
Precis som med Persona 3 hanterades den engelska lokaliseringen av Persona 4 av Yu Namba och Nich Maragos från Atlus USA, som samarbetade med fyra översättare och två redigerare. Social Links delades lika mellan översättarna och redigerarna. Under lokaliseringen av spelet fick figurernas namn ändras för den internationella publiken att känna igen; Kuma i Japan döptes om till Teddie. En liknande förändring gjordes för Rise Kujikawas artistnamn, från "Risechie" (りせちー Risechī?) i Japan till "Risette". Nanba förklarade också ändringen från "Community" (コミュニティ Komyuniti?) till "Social Link", med tanke på spelets mekaniker, då "community" har en annan betydelse på engelska, medan Igor i hans tal ofta hänvisar till "sällskap" och "band". Namn ändrades också i ordlekssyfte och andra språkliga resultat, exempelvis namnen på objekt från dungeons såsom Kae Rail (カエレール Kaerēru?) ändrades till "Goho-M", en ordvits till "go home" (gå hem) då objektets användning var att föra tillbaka spelaren till ingången av en dungeon. De ändrade även Junes slogan från "Everyday Young Life! Junes!" (エヴリディ・ヤングライフ！ ジュネス！ Evuridei Yangu Raifu! Junesu!?, där "Junes" kommer från det franska ordet Jeunesse som betyder ungdom) till "Everyday's great at your Junes" (Varje dag är underbar i din Junes), samt eliminerade vissa japanska kulturella referenser som inte skulle kunna överföras, såsom hänvisningen till detektiven Kōsuke Kindaichi. Det uppstod även en del problem angående översättningen av namnen på Yukikos, Kanjis och Rises dungeons, då de engelska namnen gjordes för att passa den ursprungliga japanska grafiken, och "Void Quest"-dungeons grafik var speciellt framtagen för att efterlikna NES-spel. Han påpekade också hur tolkningarna av Kanjis Shadow var populärt i västerländska regioner, och hur det inte förändrade hur figuren sågs av den övriga publiken. En annan förändring var att huvudpersonerna i den engelska dubbningen refererade till de andra figurerna med deras förnamn, medan den japanska versionen skilde sig i detta avseende. Redigerarna för dubbningen växlade ibland mellan förnamn och efternamn för dramatisk effekt.
Atlus ledande projektledare Masaru Nanba kommenterade beslutet att "Shin Megami Tensei" skulle bibehållas i rubriken till Persona 3 och Persona 4, eftersom det ansågs att de var en del av samma serie som Shin Megami Tensei: Nocturne; dock utelämnades "Shin Megami Tensei"-titeln från både Persona 4 Golden och Persona 4 Arena, de dessa skulle ha varit alltför långa. På samma sätt förkortades Persona 4: The Ultimate in Mayonaka Arena och Persona 4: The Golden till de tidigare nämnda titlarna. Precis som med Persona 3 lämnades hederstitlarna som användes i de japanska röstspåren kvar i den engelska dubbningen, trots vissa stridigheter mellan spelseriens fans. Detta gjordes som en del av en planerad trend till att förbli trogen källmaterialet. Uttalet av hederstitlarna, ihop med ljudet av namnen, var en fråga som noggrant övervägdes av lokaliseringslaget och det tog ett tag för de engelska röstskådespelarna att vänja sig vid dem. En medlem av den engelska dubbningen som också dök upp i Persona 3 var Yuri Lowenthal. Trots att han hade dubbat figurer i Persona 3 ville Namba att han skulle spela en större roll. Hans roll som Yosuke slutade med 1000 fler dialograder än de övriga huvudpersonerna. Viktiga roller för lokaliseringslaget var Teddie och Rise, eftersom de skulle vara gruppens stöd. Ett annat inslag i det engelska manuset var att användningen av svordomar ökades över Persona 3: det första utkastet innehöll mycket stark språk som togs bort eftersom det inte tycktes lämpas. Figuren Kanji fick en hel del svordomar i sin dialog, på grund av hans instabila natur. Användningen av svordomar var noga övervägda beroende på den känslomässiga situationen.

## Lansering och mottagande
| Mottagande      | Mottagande                                                     |
| Samlingsbetyg   | Samlingsbetyg                                                  |
| Tjänst          | Betyg                                                          |
| --------------- | -------------------------------------------------------------- |
| Gamerankings    | 92,4% (39 recensioner) (PS2) 94,16% (43 recensioner) (Golden)  |
| Metacritic      | 90/100 (47 recensioner) (PS2) 93/100 (61 recensioner) (Golden) |
| Recensionsbetyg |                                                                |
| Publikation     | Betyg                                                          |
| 1UP.com         | A+                                                             |
| Edge            | [ 73 ]                                                         |
| Famitsu         | 33/40                                                          |
| Gamespot        | [ 11 ]                                                         |
| Gametrailers    | [ 75 ]                                                         |
| Gamezone        | [ 76 ]                                                         |
| IGN             | [ 13 ]                                                         |
| X-Play          | [ 77 ]                                                         |
| Wired           | [ 78 ]                                                         |

Persona 4 släpptes i Japan den 10 juli 2008, i Nordamerika den 9 december 2008 och i Europa den 13 mars 2009. Det satt kvar på toppen av försäljningslistorna under början av dess utgivning. I Japan såldes spelet i 193 000 exemplar inom en vecka efter dess utgivning, medan i Nordamerika var Persona 4 det bästsäljande Playstation 2-spelet på Amazon.com under två veckor i rad. Ett soundtrack-skiva ingick i de nordamerikanska och europeiska versionerna av Persona 4, som innehåller ett urval av låtar från hela soundtracket som släpptes i Japan. Amazon.com sålde det exklusiva Persona 4 "Social Link Expansion Pack", som innehöll en ytterligare soundtrack-skiva, en t-shirt, en kalender för året 2009, och en plyschdocka av figuren Teddie.
Persona 4 fick ett överväldigande positivt mottagande av de flesta recensenterna vid spelets utgivning. På recensionssammanställningssidan Metacritic fick spelet ett genomsnittsbetyg på 90 av 100, baserat på 47 recensioner. Jeff Gerstmann från Giant Bomb beskrev spelet som "en av de bästa stunderna som jag har haft med datorspel, vare sig om jag spelade det själv eller tittade på någon annan som spelade det." Tidningen Famitsu påpekade att även om "det inte är mycket nytt från det förra spelet", så har stridssystemet förbättrats där tempot är "snabbt så att det inte blir plågsamt", och förmågan att kontrollera lagmedlemmarna "gör spelandet så mycket lättare". Webbsidan IGN å andra sidan, påpekade att "tempot kan vara något svagt", och att "vissa saker känns återanvända eller orörda från tidigare spel", medan spelet berömdes som en "evolution av RPG-serien, och en omedelbar klassiker". Det påpekades också att ljudspåret kan vara "något repetitivt". Webbsidan RPGfans Ryan Mattich rekommenderade Persona 4 som "ett av årets bästa RPG-upplevelser", och konstaterade att "bland de upprepande uppföljarna och de halvhjärtade remakerna", så är spelet "ett nästan felfritt exempel av den perfekta balansen mellan att 'falla tillbaka till vad som fungerar' och att 'driva genren framåt'." Webbsidan 1UP.coms Andrew Fitch sammanfattade Persona 4 som "något av det här decenniets mest framstående RPG-eposer", även om recensenten kritiserade spelets "små laddningsproblem" och tiden som tillbringades med att "vänta på handlingen att gå framåt". Webbsidan Gametrailers gav spelet ett betyg av 9,3, och konstaterade dess undantag till den japanska rollspelsgenrens normer, och att det sticker ut från vilket annat J-RPG, inklusive dess föregångare Persona 3. Tidskrften Wired magazine påpekade att trots att grafiken inte håller samma nivå som spel till Playstation 3 eller Xbox 360 "kompenseras den av den skickliga konststilen". Tidskriften hyllade även spelets ljudspår som "utmärkt, speciellt stridsmusiken".
Spelets miljö fick blandade reaktioner. IGN bemärkte Persona 4 som "en mordgåta som ställs mot bakgrunden av välbekanta Persona 3-element", och medan detta element lade till "en intressant twist" till spelets dungeon crawling och sociala simulationsspelstil orsakar det också att handlingen "saktas ner eller lida". Tim Henderson från Hyper berömde spelet för att det "uppsåtligen förskönar absurda myter och andra idéer med en sådan självsäker konsistens att den resulterande helheten är orubbligt sammanhängande". Men han kritiserade det för berättelsens långsamma takt och hur han kände att spelet "saknar komplicerade stora händelser". 1UP.com kallade Persona 4 för ett "elegant mordmysterium", och jämförde det till ett "småstads Scooby-Doo-äventyr".
Spelet är också känt för sin "betydelsefulla del av berättelsen som kretsar kring sexuella teman", som citeras av Ryan Mattich från RPGFan. En av de spelbara figurerna som uppmärksammades av recensenter är Kanji, som ansågs vara en av de första figurerna i ett vanligt datorspel som kämpar med sin sexuella läggning, och Atlus har lovordats för införandet av denna figur. Atlus USA sade att de lämnade Kanjis sexuella preferenser tvetydigt och upp till spelarens tolkning; men det har inte kommit något ord från utvecklaren Atlus Japan gällande den frågan. Enligt Dr. Antonia Levi, författaren till Samurai from Outer Space: Understanding Japanese Animation, är ifrågasättandet av Kanjis sexualitet i manuset en "kommentar om homosexualitet i ett större japanskt socialt sammanhang", där "begreppet 'komma ut' ses som främmande... som med nödvändighet innebär att anta en konfronterande hållning mot vanliga livsstilar och värderingar". Brenda Brathwaite, författaren av Sex in Video Games, tyckte att det "skulle ha varit fantastiskt om de skulle ha gjort en konkret förklaring att [Kanji] är gay", men hon var annars "nöjd" med behandlingen av figuren och spelets representation av hans "inre kamp och interaktioner med vänner".

### Utmärkelser
Persona 4 tilldelades "Playstation 2-spelpriset" i Famitsu Awards 2008, framröstat av Famitsus läsare. Det erkändes också av Computer Entertainment Supplier's Association som en av mottagarna för "Årets spel-utmärkelsen i förträfflighet" i Japan Game Awards 2009. Spelet fick utmärkelsen för dess "höga arbetskvalitet", "utmärkta berättelse, automatiskt genererade dungeons och imponerande bakgrundsmusik". År 2013 rankade Gamesradar Persona 4 som den femte "bästa datorspelsberättelsen någonsin", och sade att dess "största styrka kommer från takten". År 2015 kallade Gamesradar Persona 4 Golden som det 53:e bästa spelet genom tiderna på sin lista över de "100 bästa spelen genom tiderna". Under samma år placerade USgamer spelet på femte plats på sin lista över de "15 bästa spelen sedan 2000".

## Musik
Spelets soundtrack komponerades och regisserades främst av Shoji Meguro. Soundtracket innehåller några låtar med sång av Shihoko Hirata, som Meguro ansåg kunde uppfylla de olika känslorna som behövdes för soundtracket, med texterna skrivna av Reiko Tanaka. Meguro fick en grov skiss av spelets handling och arbetade på musiken på samma sätt och samtidigt som med utvecklingen av berättelsen och den talade dialogen, med början med den övergripande gestaltningen av låtarna och så småningom arbetade på de finare detaljerna. Enligt Meguro var låtarna "Pursuing My True Self" och "Reach Out to the Truth" komponerade för att återspegla de inre konflikterna i spelets huvudfigurer; den förra låten, som används som spelets öppningstema, hjälpte till att uppvisa en förståelse av figurernas konflikter, medan den senare, som används i spelets stridssekvenser, betonade "styrkan i dessa figurer för att arbeta sig igenom deras interna strider. "Aria of the Soul"-temat som används i Velvet Room, ett koncept som är gemensamt med alla Persona-spel, förblev relativt oförändrad, då Meguro ansåg att "gestaltningen av låten hade blivit väldefinierat" från tidigare spel. Kompositörerna Atsushi Kitajoh och Ryota Koduka bidrog också till spelets musik. Kitajoh, som tidigare hade skrivit musiken till Growlanser VI och Trauma Center: New Blood, bidrog med fyra temalåtar till Persona 4, medan Koduka skrev "Theme of Junes".
Persona 4:s soundtrack släpptes som en Original Soundtrack i två skivor den 23 juli 2008 av Aniplex med katalognummer SVWC-7566/7. Soundtracket finns även på den nordamerikanska versionen, som innehåller en Side A och Side B. Side A-soundtracket är bonusskivan som medföljer varje exemplar av spelet, medan Side B av soundtracket är en del av Amazon.coms exklusiva Persona 4 Social Link Expansion Pack. I likhet med Persona 3 släpptes en "Reinkarnation"-album för spelets originella soundtrack med titeln Never More den 26 oktober 2011, som innehåller oavkortade versioner av spelets sångspår och förlängda mixningar av några av de instrumentala spåren. Never More kom till toppen av både Oricon Weekly Album Charts och Billboards Japan Top Albums under den första veckan av dess utgivning, och såldes i nästan 27.000 exemplar.

## Relaterade spel

### Persona 4 Golden

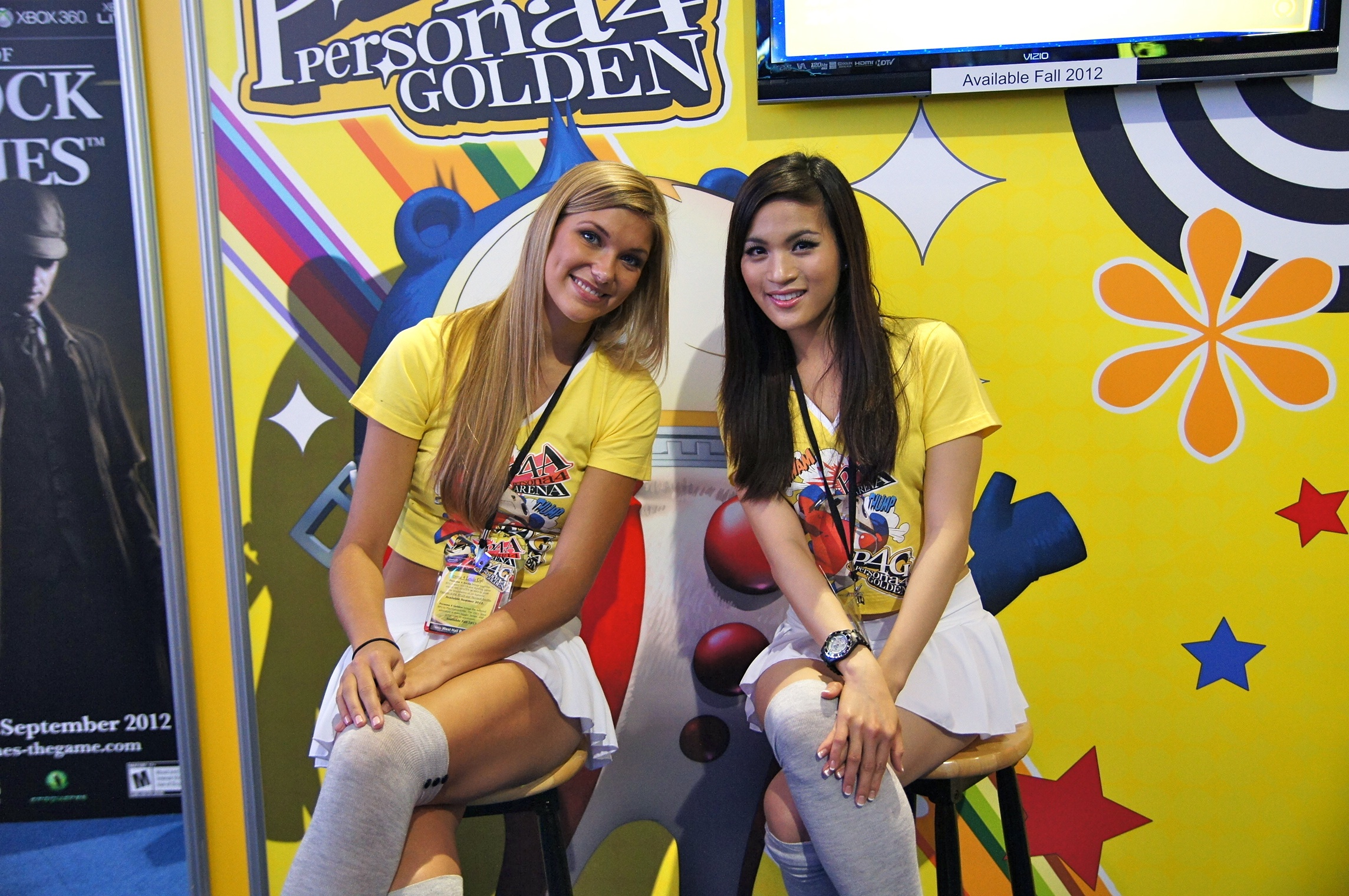
Persona 4 Golden på utställning av Atlus USA på E3 2012.

Persona 4 Golden, känd som Persona 4: The Golden (japanska: ペルソナ4 ザ・ゴールデン?, Perusona Fō Za Gōruden) i Japan, är en remake av spelet till Playstation Vita, men var tidigare tänkt att släppas till Playstation Portable. Eftersom utvecklarna blev tvungen att skära ned på så mycket material på Playstation Portable-versionen av föregångaren valde de istället att utveckla spelet till Playstation Vita, vilket gav dem möjligheten att lägga till nya funktioner och berättelseelement till Vita-versionen. En ny figur vid namn Marie lades till i berättelsen. Spelet inkluderade ytterligare Personas, figurkläder, samt utökade talade dialoger och animerade filmsekvenser, liksom två nya Social Links för Marie och Tohru Adachi. Spelet stöder de trådlösa nätverksfunktionerna i Vita, vilket gör att en spelare kan kalla in hjälp från andra spelare för att hjälpa till i dungeonstrider. En annan nyhet är en trädgård som producerar objekt som spelaren kan använda i spelets dungeons. Spelet släpptes i Japan den 14 juni 2012. Persona 4: The Golden är också det första Persona-spelet att släppas på kinesiska.
Utgivningen av Persona 4: The Golden ledde till en kraftig ökning av försäljningen av Playstation Vita. Under sin debutvecka sålde spelet i 137.076 exemplar i Japan. Media Create konstaterade att spelets utestående försäljning som överträffade de övriga Persona-spelens debut kan bero på den exponering som Persona 4-spelen har haft i andra medieformer. I mitten av juli 2012 hade spelet sålts i 193 412 exemplar i Japan. Spelet var det åttonde mest köpta digitala Vita-spelet på japanska Playstation Network år 2013. I april 2014 skeppades spelet i 350 000 exemplar i Japan och i över 700 000 exemplar över hela världen sedan december 2013. Ett soundtrack släpptes i Japan den 27 juni 2012, som består av en skiva med 15 nya låtar komponerade och arrangerade av Shoji Meguro och Atsushi Kitajoh.
I en intervju med RPGamer på E3 2012 avslöjade Atlus USA att när det gäller bonusmaterial i den speciella "TV Channel"-funktionen kommer den amerikanska utgåvan att ha 99,9 % av innehållet som den japanska versionen har, där endast en eller två reklamfilmer saknas. Det släpptes till Playstation Vita den 20 november 2012. 10 000 specialexemplar släpptes också den 20 november 2012, under titeln "Solid Gold Premium Edition". NIS America släppte spelet i Europa den 22 februari 2013.

### Persona 4 Arena
Persona 4 Arena, känd som Persona 4 - The Ultimate in Mayonaka Arena (ペルソナ4 ジ・アルティメット イン マヨナカアリーナ Perusona Fō Ji Arutimetto In Mayonaka Arīna?) i Japan, är ett fightingspel utvecklat av Arc System Works, känt för att ha skapat Guilty Gear och Blazblue-serien, och släpptes 2012 för arkadhallar, Playstation 3 och Xbox 360. Precis som med animeserien är protagonisten namngiven som Yu Narukami. Aigis, Mitsuru, Elizabeth och Akihiko från Persona 3 är också med i spelet. Spelet utspelar sig två månader efter slutet i originalspelet, där medlemmarna i utredningsgruppen dras tillbaka in i tv-världen och tvingas in i en stridsturnering vid namn "P-1 Grand Prix", med Teddie som värd.
Uppföljaren Persona 4 Arena Ultimax, i Japan känt som Persona 4: The Ultimax Ultra Suplex Hold (ペルソナ４ ジ・アルティマックスウルトラスープレックスホールド Perusona Fō Ji Arutimakkusu Urutora Sūpurekkusu Hōrudo?), släpptes i japanska arkadhallar i november 2013 och till Playstation 3 och Xbox 360 i slutet av 2014. Det utspelar sig en dag efter händelserna i Arena, där utredningsgruppen måste besegra sina skuggor i en ny turnering, "P-1 Climax", i syfte att rädda de tillfångatagna Shadow Operatives och stoppa spridningen av en mystisk röd dimma som uppslukar Inaba. Spelet lägger till sju spelbara figurer från Persona 3 och Persona 4 Golden, liksom en ny spelbar antagonist, Sho Minazuki.

### Persona Q: Shadow of the Labyrinth
Persona Q: Shadow of the Labyrinth (ペルソナQ シャドウ オブ ザ ラビリンス Perusona Kyū: Shadō obu za Rabirinsu?) är ett datorrollspel utvecklat till Nintendo 3DS, som innehåller figurer från både Persona 3 och Persona 4, liksom spelelement från spelserien Etrian Odyssey. Spelet utspelar sig halvvägs genom händelserna i Persona 4, där utredningsgruppen blir indragen i en alternativ version av Yasogami High och måste arbeta med medlemmarna av SEES för att hitta ett sätt att fly. Spelet släpptes i Japan den 5 juni 2014, i Nordamerika den 25 november 2014 och i Europa den 28 november 2014.

### Persona 4: Dancing All Night
Persona 4: Dancing All Night (ペルソナ4　ダンシング・オールナイト Perusona Fō: Danshingu Ōru Naito?) är ett rytmspel utvecklat av Atlus till Playstation Vita, som innehåller musik från Persona-serien. Spelet äger rum ett halvår efter händelserna i Persona 4, där utredningsgruppen måste undersöka en mystisk "Midnight Stage", som kidnappar flickor från Rises idolgrupp. Spelet släpptes i Japan den 25 juni 2015, i Nordamerika den 29 september 2015 och i Europa den 6 november 2015.

## Relaterade medier

### Merchandise
Med lanseringen av Persona 4 har Atlus även producerat flera kringprodukter, såsom actionfigurer, publicerat material, leksaker och kläder. Atlus samarbetade med den japanska bokförlaget Enterbrain för att publicera spelets två strategiguider, en konstbok som uppvisar spelets figur- och miljödesign, samt en fanbok vid namn Persona Club P4 som inkluderade officiella konstverk, fan art samt intervjuer med designlaget. Udon tillkännagav att de skulle släppa en engelsk upplaga av Enterbrains Persona 4: Official Design Works konstbok den 8 maj 2012. De flesta objekt släpptes endast i Japan, medan andra japanska tredjepartstillverkare också producerade statyetter och leksaker. Actionfigurerna inkluderar 1/8-skaliga PVC-figurer av Yukiko Amagi, Teddie och Rise Kujikawa, producerade av Alter. Licensierade Atlusvaror som säljs av Cospa inkluderar Persona 4 t-skjortor, väskor och figuren Chies jacka och övriga tillbehör.

### Manga
Persona 4 fick också en mangaadaptering. Den är skriven av Shuji Sogabe, konstnären bakom Persona 3:s manga, och började med serialiseringen i ASCII Media Works "Dengeki Black Maoh Volym 5 i september 2008. Den första tankōbon-volymen släpptes den 26 september 2009 och sex volymer släpptes sedan den 27 februari 2012.
Shiichi Kukura författade också Persona 4 The Magician (ペルソナ4 The Magician?), en manga som fokuserar på Yosuke Hanamuras liv i Inaba innan spelets början. Dess enda volym släpptes den 27 augusti 2012. En mangaadaptering av lättromanen Persona × Detective Naoto, illustrerad av Satoshi Shiki började sin serialisering i Dengeki Maoh från den 27 november 2012.

### Lättroman
Mamiya Natsuki skrev en lättroman med titeln Persona × Detective Naoto (ペルソナ×探偵NAOTO Perusona × Tantei Naoto?) som fokuserar på figuren Naoto Shirogane ett år efter händelserna i Persona 4. Hon blir anlitad för att undersöka försvinnandet av en barndomsvän i Yagakoro City där hon samarbetar med Sousei Kurogami, en mekaniserad detektiv. Lättromanen illustrerades av Shigenori Soejima och Shuji Sogabe, och släpptes av Dengeki Bunko den 8 juni 2012 i Japan.

### Anime
En animeadapering av spelet bestående av 25 avsnitt producerades av AIC A.S.T.A. och regisserades av Seiji Kishi. Det sändes på MBS mellan 6 oktober 2011 och den 29 mars 2012. Ett ytterligare 26:e avsnitt, med berättelsens verkliga slut, släpptes i den 10:e volymen av Persona 4 den 22 augusti 2013. Serien innehåller de flesta av röstskådespelarna från datorspelet, medan röstinspelningar för Igor togs från spelet då hans röstskådespelare, Isamu Tanonaka, dog i januari 2010. Aniplex släppte serien på DVD och Blu-ray Disc mellan 23 november 2011 och 22 augusti 2012, där den första volymen innehåller en Directors cut av den första episoden och en bonus-CD singel. Sentai Filmworks licensierade serien i Nordamerika, samsände det på Anime Network när det sändes i Japan och släppte serien på DVD och Blu-ray i två kollektiva volymer den 18 september 2012 respektive 15 januari 2013. Liksom i den japanska versionen behåller den engelska dubbningen de flesta av röstskådespelarna från den engelska versionen av spelet, även om Blu-ray-versionerna utelämnar det japanska ljudalternativet. Kaze och Manga Entertainment släppte serien i Storbritannien i tre Blu-ray/DVD kombinerade utgåvor som släpptes mellan 24 december 2012 och 22 juli 2013. En filmresumé av serien, med titeln Persona 4 The Animation - The Factor of Hope, släpptes i japanska biografer den 9 juni 2012, som innehåller en komprimerad version av berättelsen och nya animationsscener. En andra animeadaptering baserad på Persona 4 Golden, med titeln Persona 4: The Golden Animation, producerades av A-1 Pictures och sändes på MBS' block Animeism mellan 10 juli 2014 och 25 september 2014.

### Scenproduktion
En scenproduktion vid namn VisuaLive: Persona 4 (VISUALIVE『ペルソナ4』 VisuaLive: Perusona Fo?) ägde rum från 15 till 20 mars 2012. Skådespelarna som medverkade i scenproduktion var Toru Baba som protagonisten vars namn valdes ut av publiken, Takahisa Maeyama som Yosuke Hanamura, Minami Tsukui som Chie Satonaka, Risa Yoshiki som Yukiko Amagi, Jyōji Saotome som Daisuke Nagase, Motohiro Ota som Kou Ichijo och Masashi Taniguchi som Ryotaro Dojima och Masami Ito som Tohru Adachi. Kappei Yamaguchi repriserade sin roll som Teddies röst. Till följt av tillkännagivandet fick Youichiro Omi rollen som Kanji Tatsumi den 1 december 2011.